# Eupleurogrammus
Eupleurogrammus és un gènere de peixos pertanyent a la família dels triquiúrids.

## Taxonomia
- Eupleurogrammus glossodon (Bleeker, 1860)[2]
- Eupleurogrammus muticus (Gray, 1831)[3][4][5][6][7][8][9]